# Mladen Rudonja
Mladen Rudonja (født 26. juli 1971 i Koper, Jugoslavien) er en slovensk tidligere fodboldspiller (midtbane).
Rudonja spillede 65 kampe og scorede ét mål for Sloveniens landshold i perioden 1995-2003. Han var med i den slovenske trup til EM 2000 i Belgien/Holland, slovenernes første slutrundedeltagelse nogensinde, og spillede alle landets tre kampe i turneringen. Han deltog også ved VM 2002 i Sydkorea/Japan, hvor han også spillede samtlige slovenernes tre kampe.
På klubplan repræsenterede Rudonja blandt andet FC Koper og Olimpija Ljubljana i hjemlandet, engelske Portsmouth samt cypriotiske Apollon Limassol og Anorthosis Famagusta.